# Minat al-Qal'a
La citadelle d'Ashdod, connue en arabe sous le nom de Minat al-Qal'a, est une ancienne forteresse qui protégeait le port de la vieille ville d'Ashdod (Ashdod-Yam (en)). Abandonnée à la fin du XIIIe siècle, la citadelle est aujourd'hui en ruine.
Il s'agit d'un rectangle de 60 × 45 m, avec quatre tours de 6 m de diamètre dans les angles, et deux autres paires de tours protégeant les portes ouvrant l'une vers la ville d'Ashdod, l'autre vers la mer.
Construite sous le règne du calife omeyyade Abd Al-Malik (685-705), elle sera restaurée et réutilisée par les croisés au XIIe siècle.
Elle fut décrite au XIXe siècle par Victor Guérin et Charles Simon Clermont-Ganneau.

## Galerie

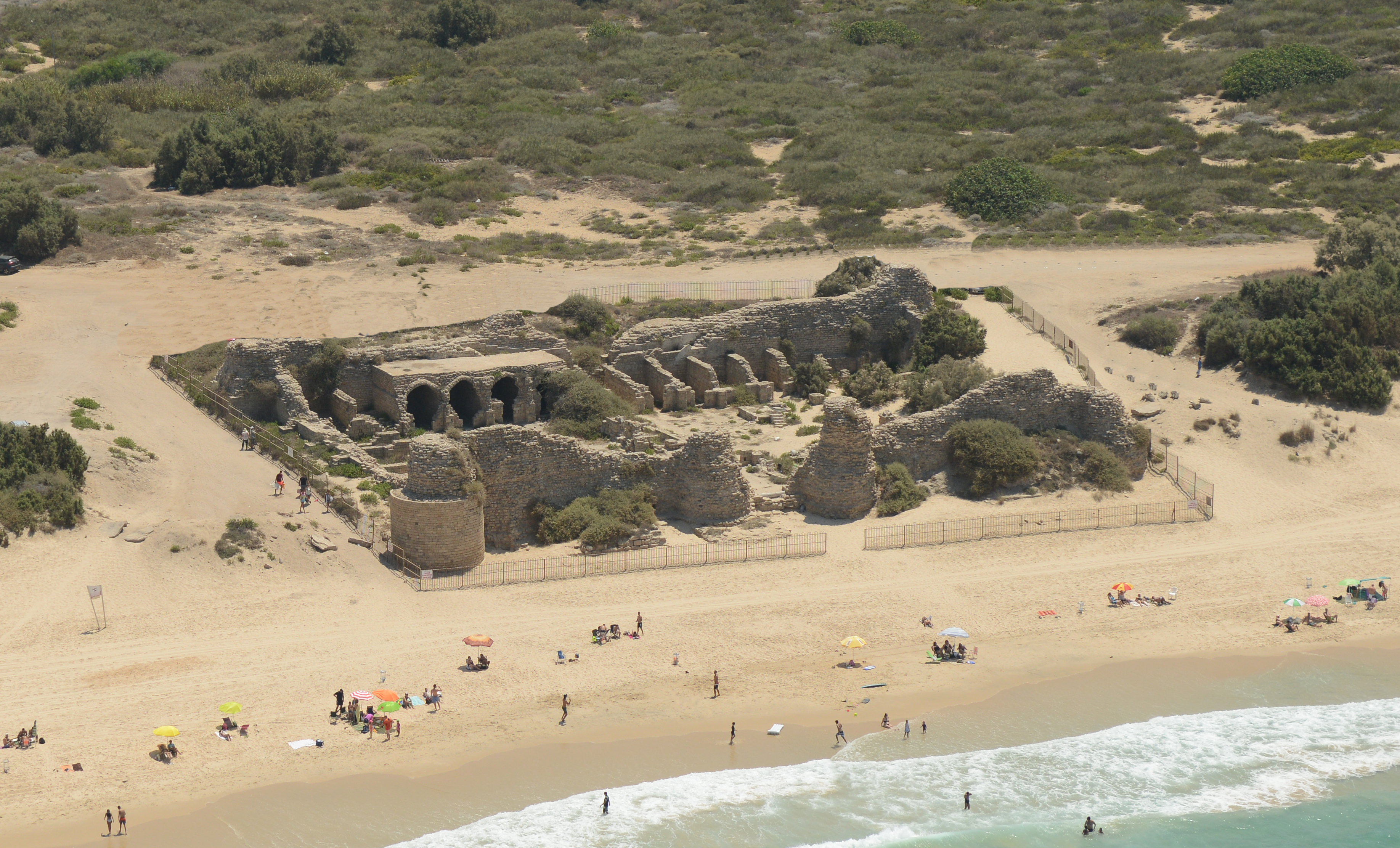
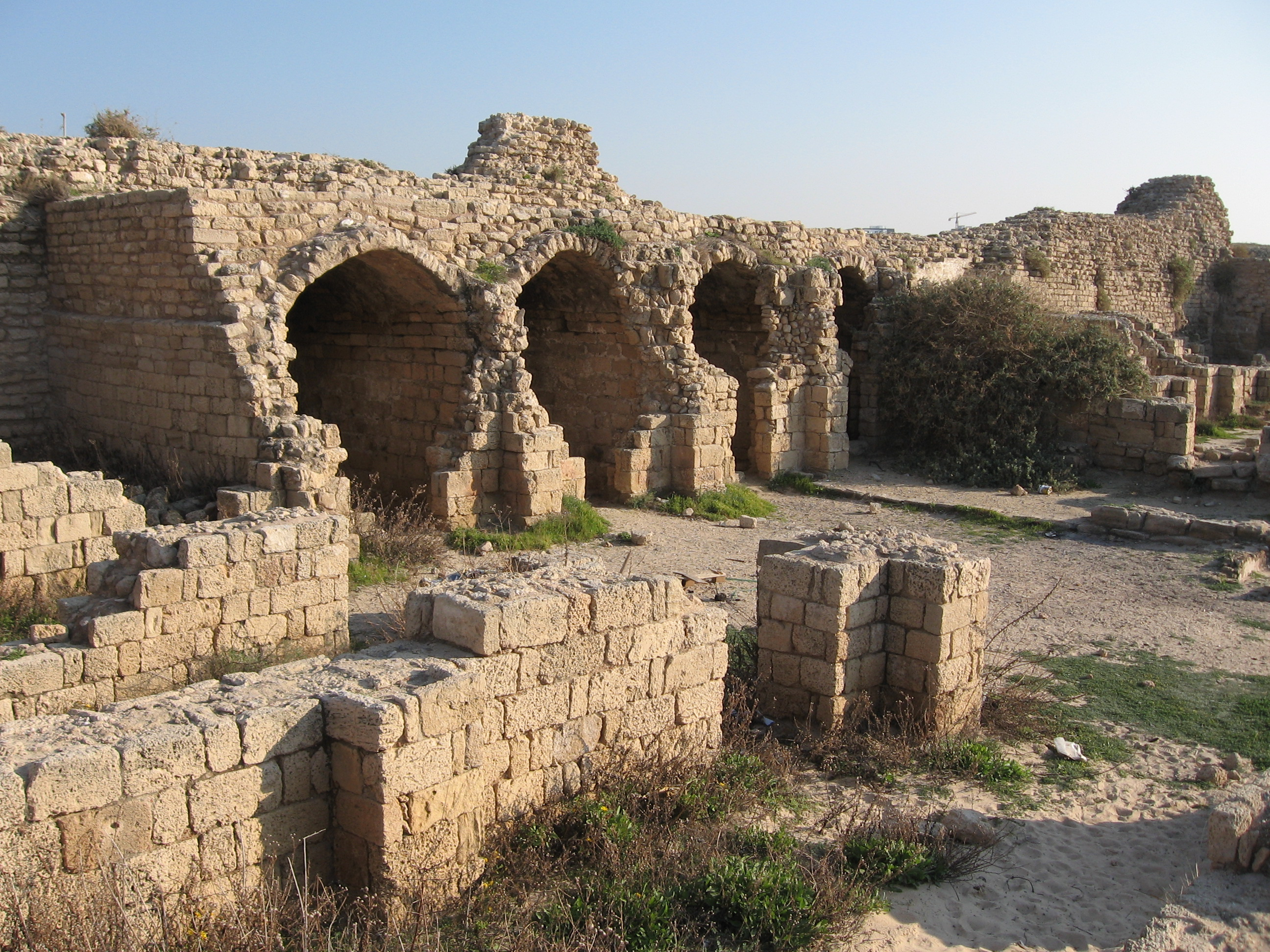
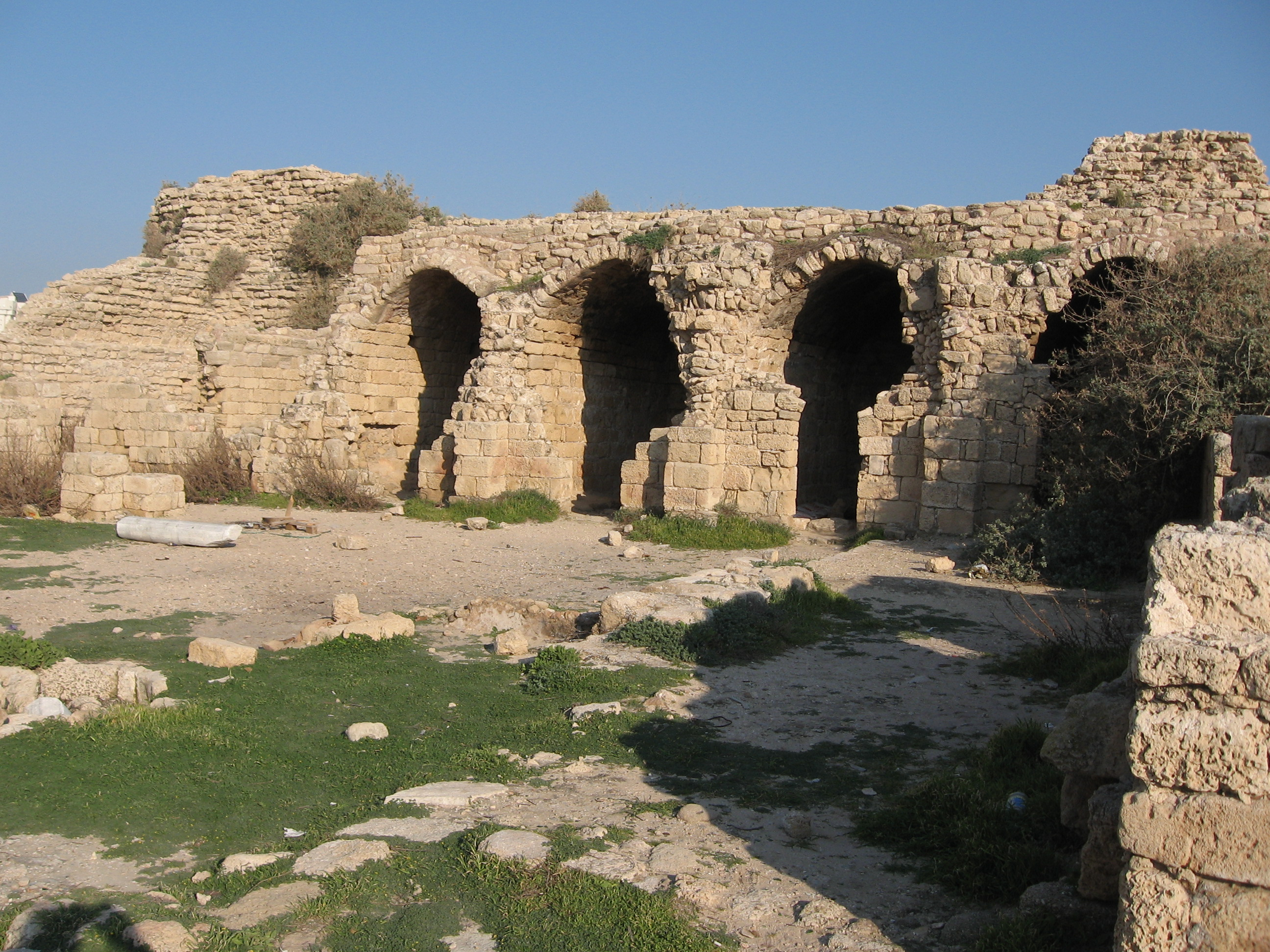
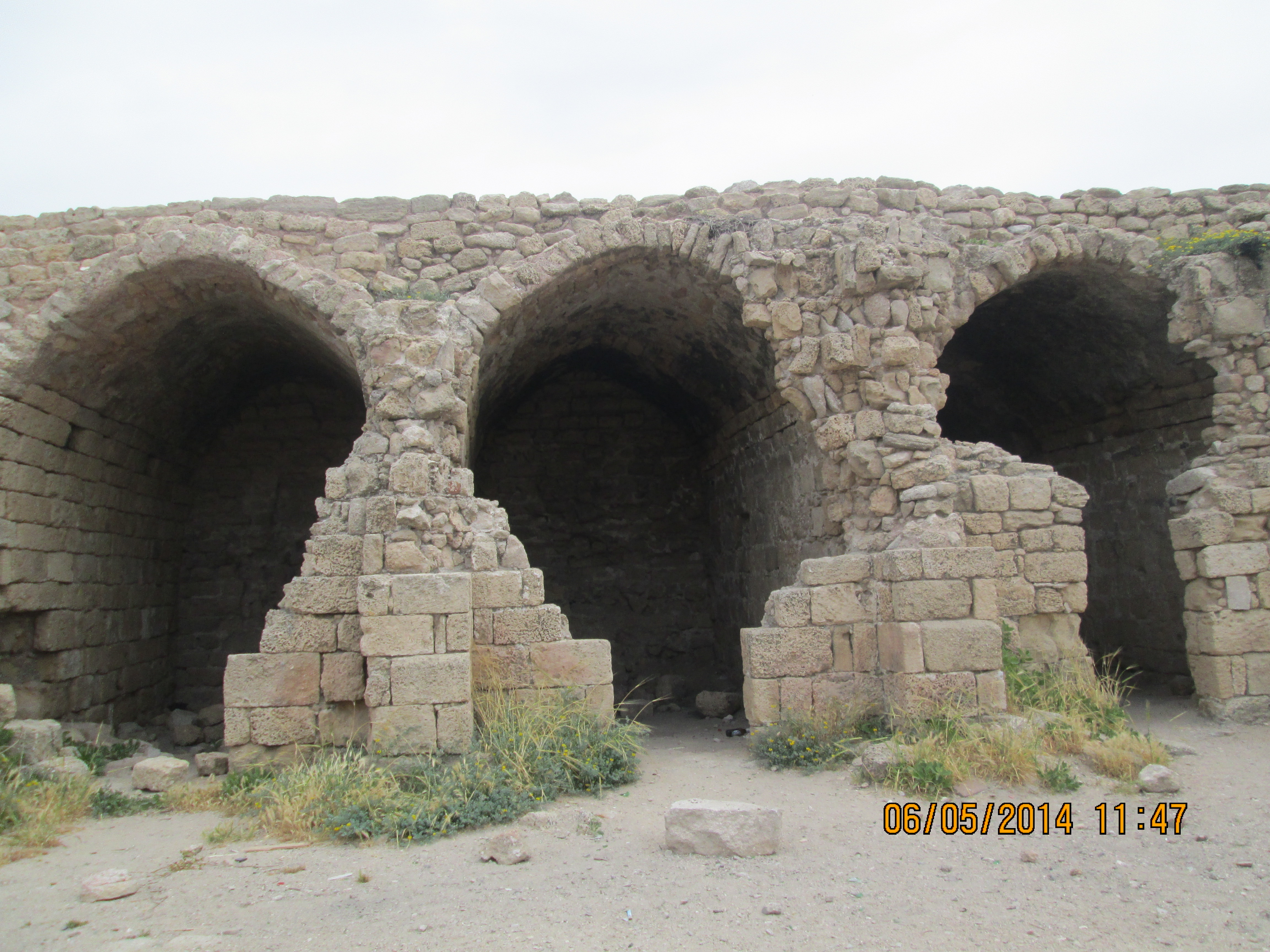
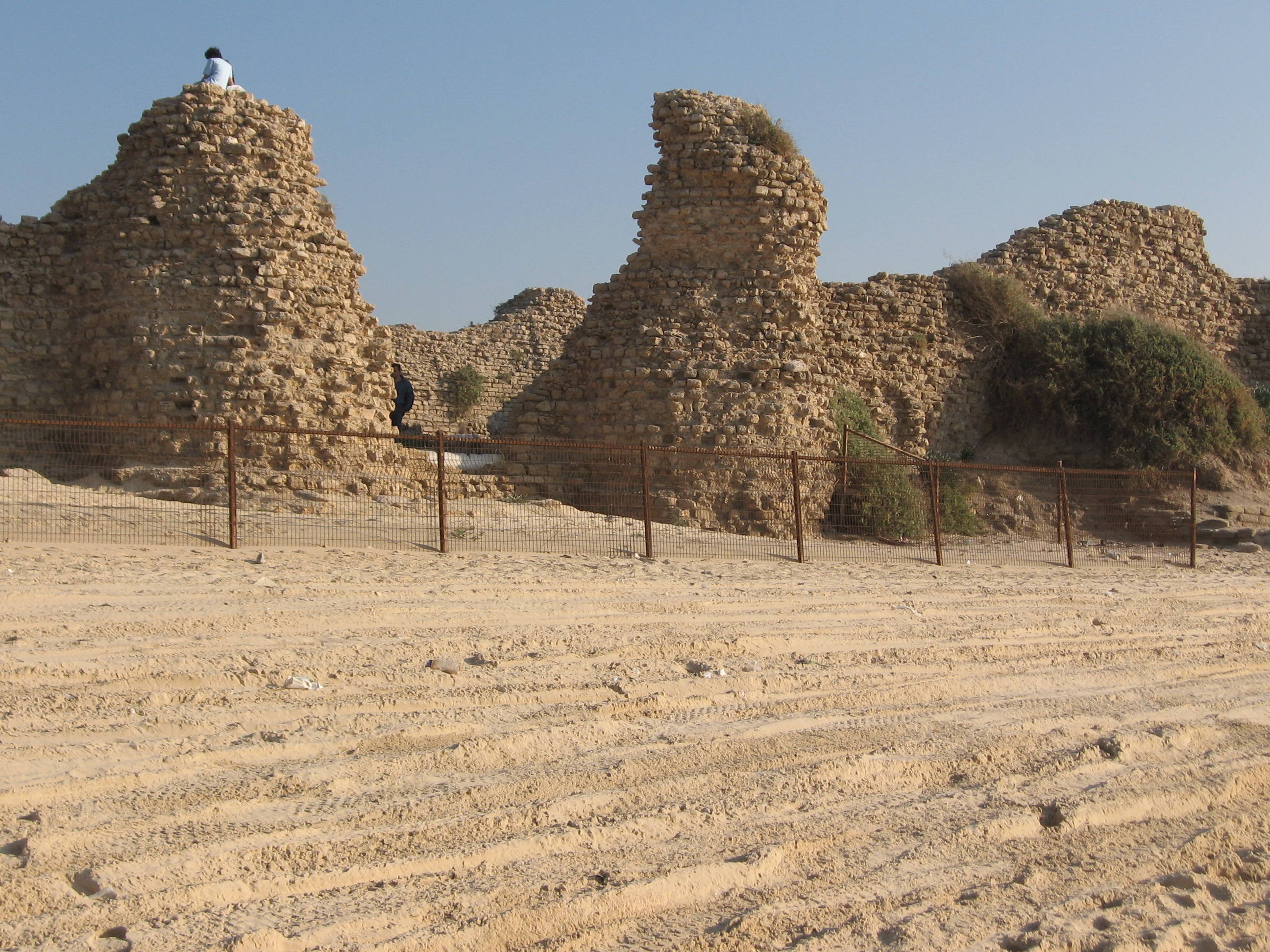
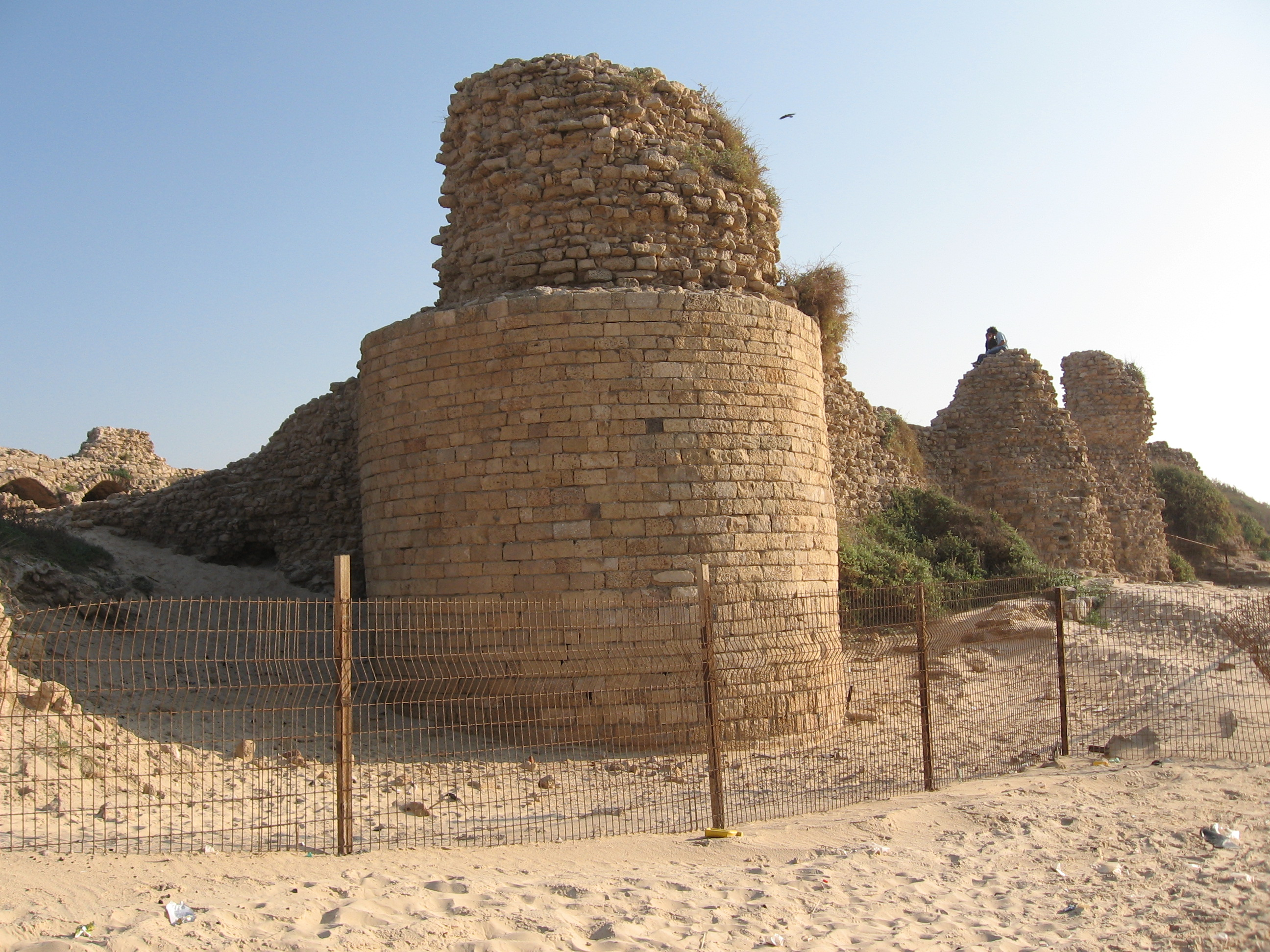
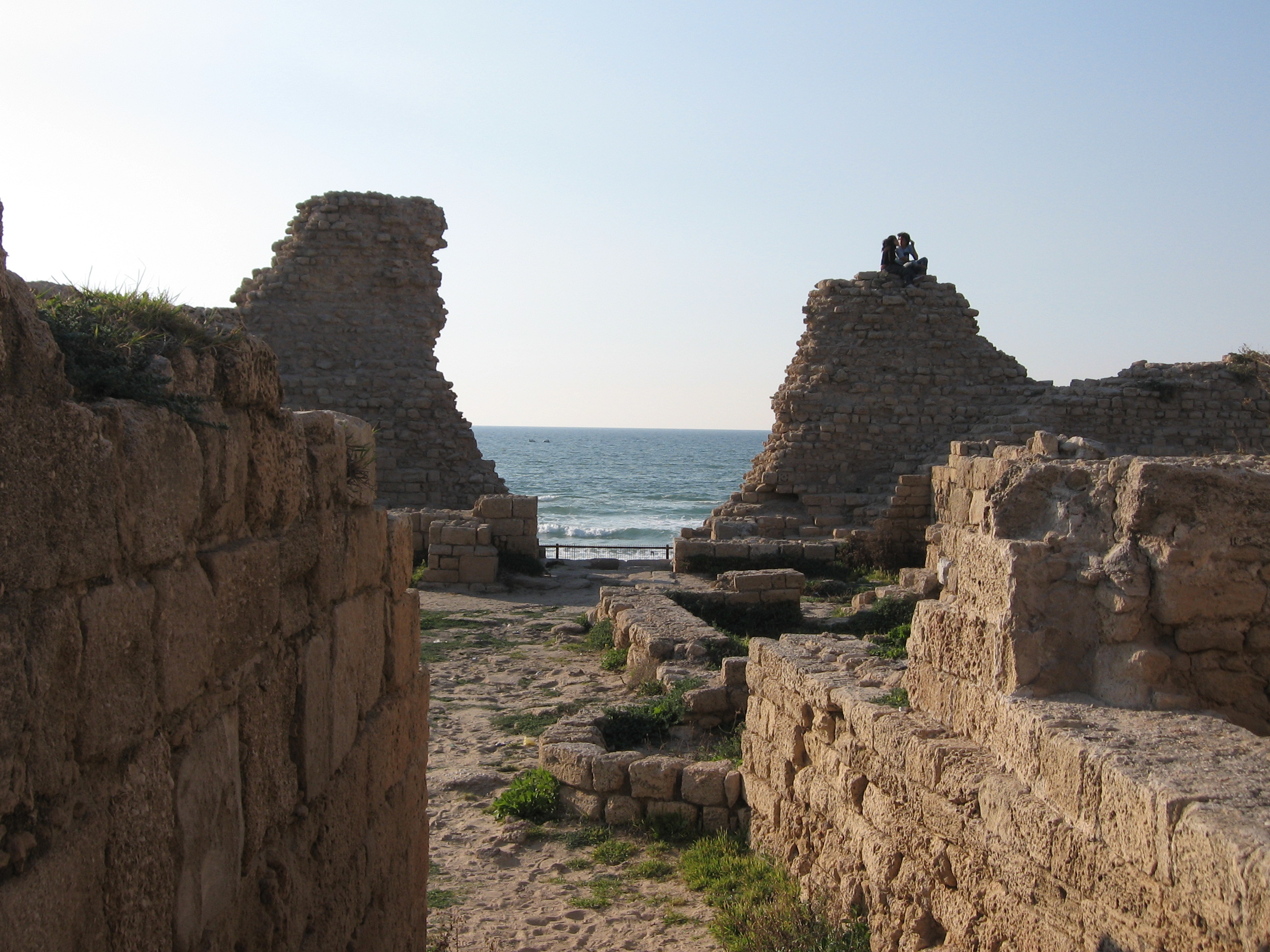
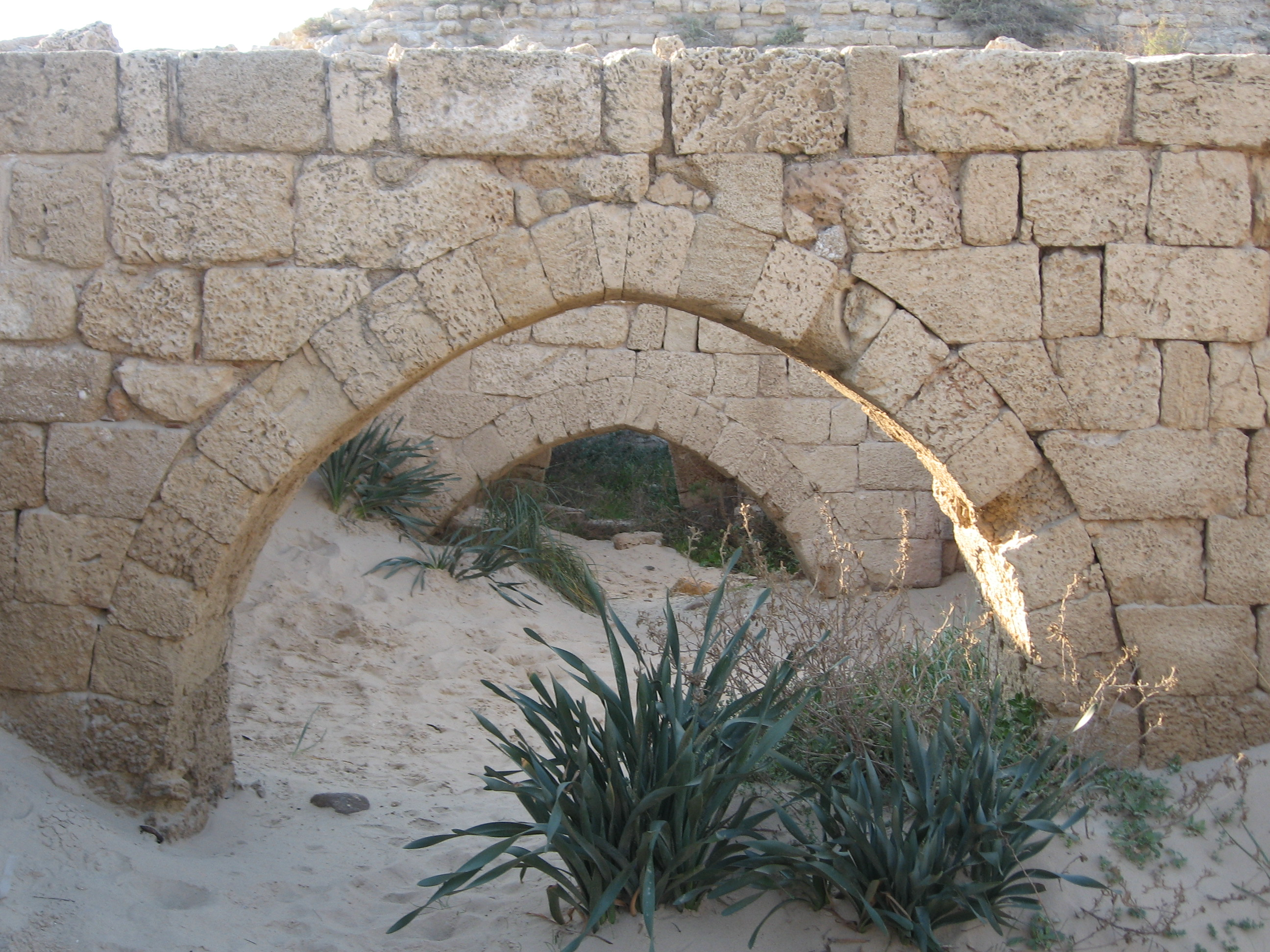
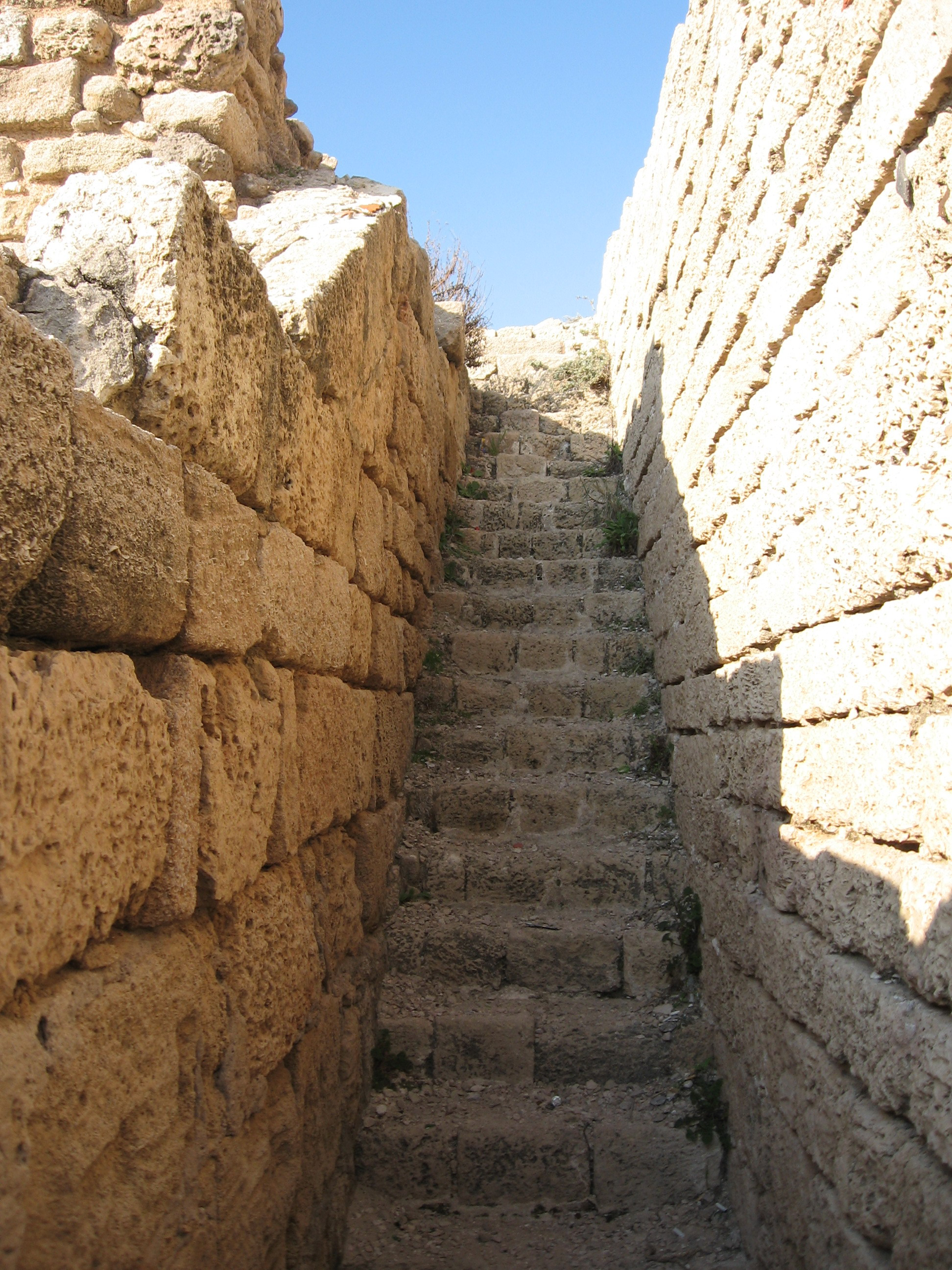
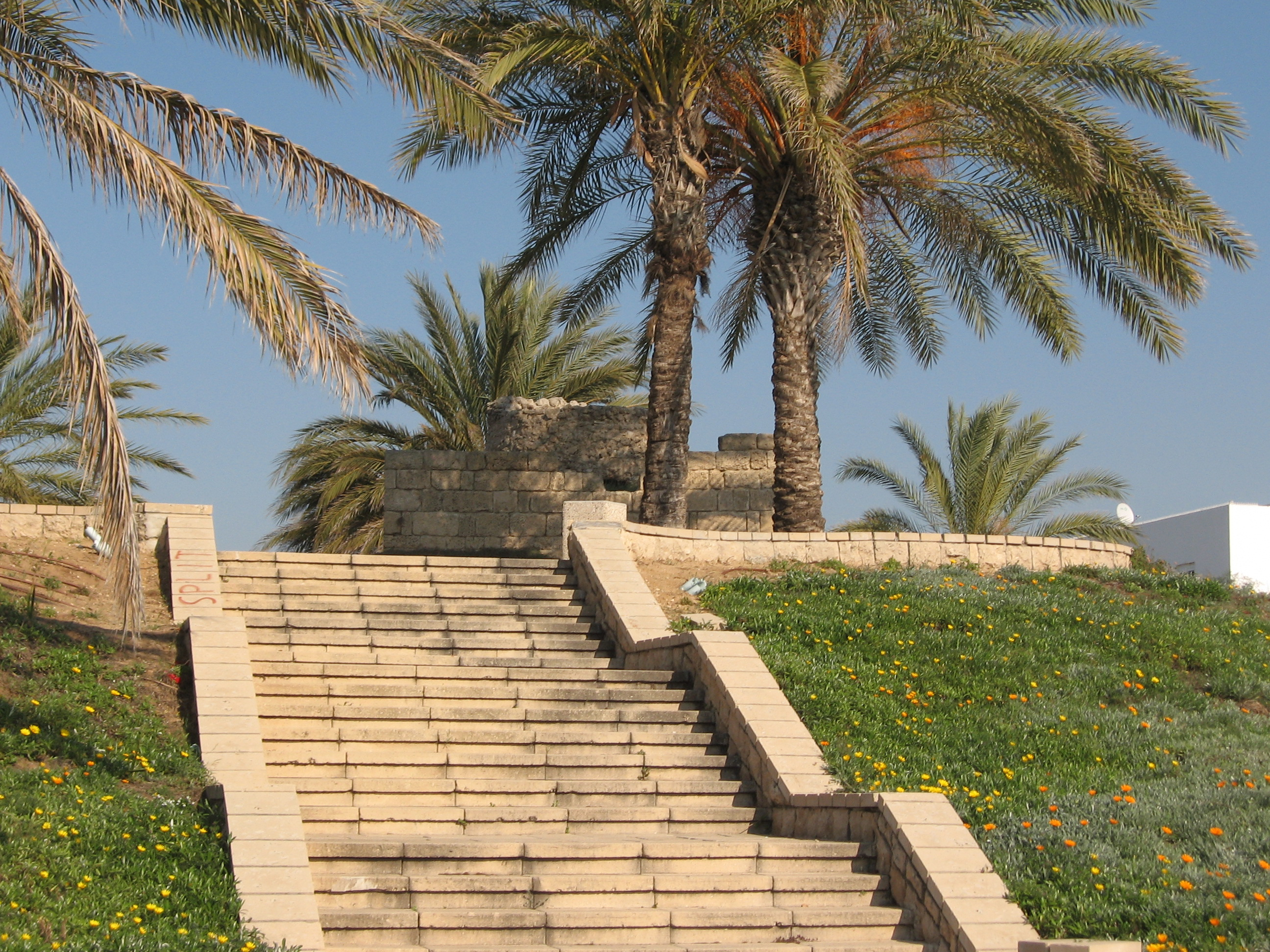
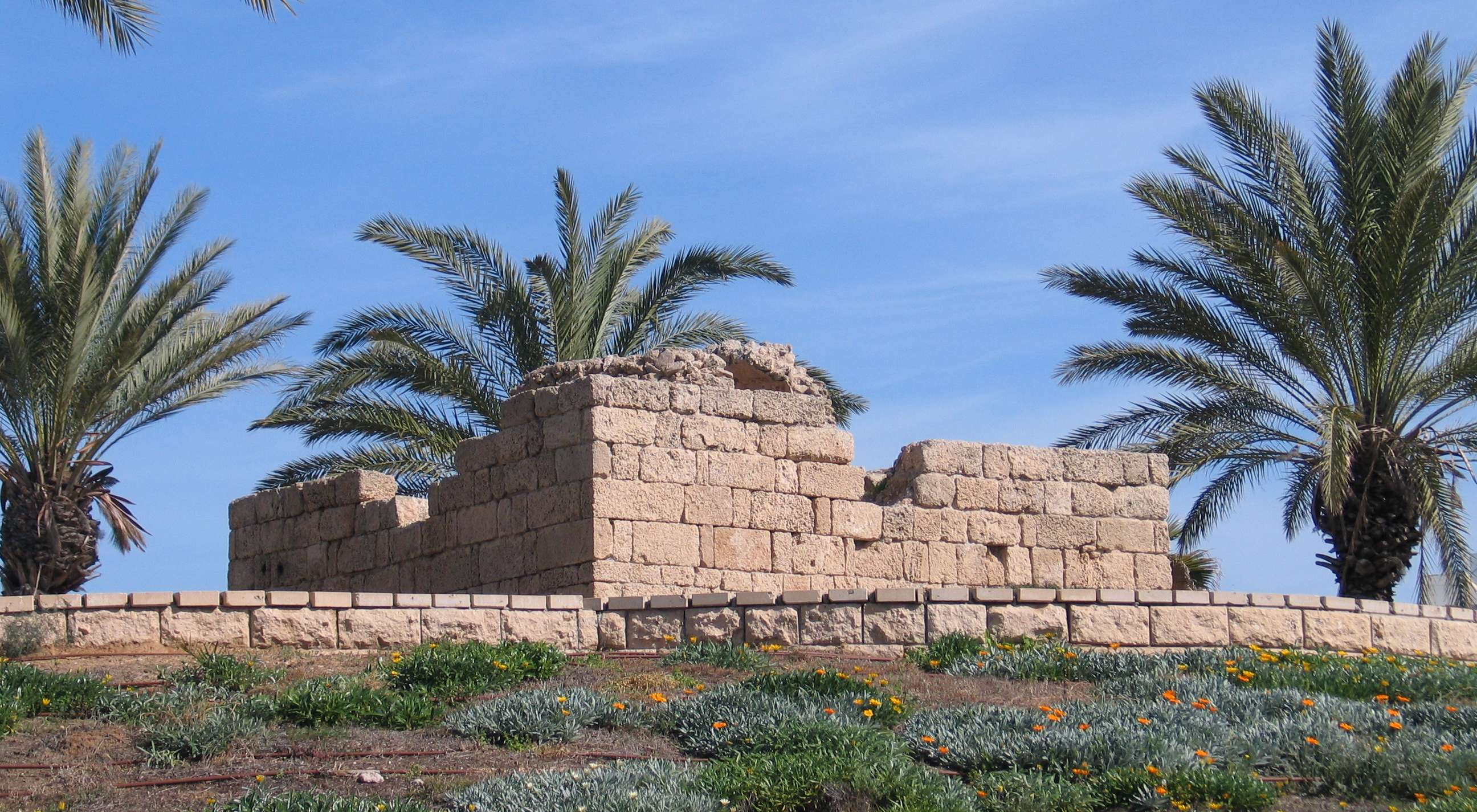
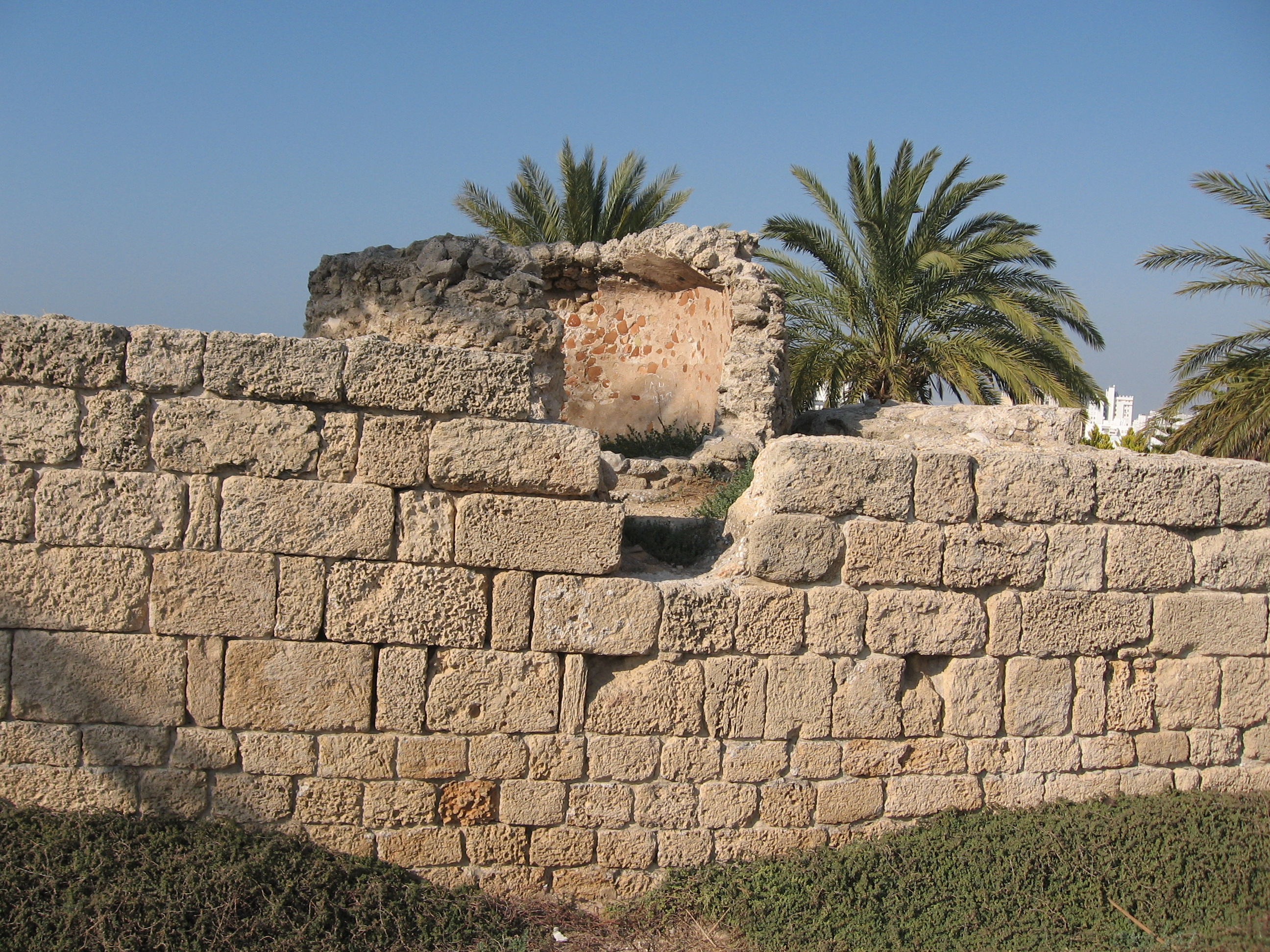